# Yang Zhenduo
Yang Zhenduo (楊振鐸) (Pequim, 1926 - 7 de novembro de 2020) foi um artista marcial chinês que representou a quarta geração da Família Yang.

## Biografia
Filho do famoso Mestre Yang Chengfu, começou ainda muito jovem a estudar Tai Chi Chuan com o mesmo. Após a morte do pai continuou seus estudos com seu irmão mais velho, Yang Shouchung.
Em 1960 Zhenduo mudou-se para Taiyuan, província de Shanxi. Desde então, o Tai Chi Chuan estilo Yang gradualmente se disseminou por Taiyuan, para outras cidades, províncias e países.
A partir de 1980 tornou-se Vice-Presidente da Associação de Wushu de Shanxi. Em 1982 fundou a Associação de Tai Chi Chuan estilo Yang de Shanxi, da qual foi presidente. A associação já reuniu mais de trinta mil membros em toda a província, é a maior organização de artes marciais de sua categoria na China.
Em 1996 a Academia Chinesa de Wushu reconheceu o Zhenduo como um dos cem principais Mestres de Wushu na China. Também recebeu títulos honoríficos das prefeituras de San Antonio, Texas, e de Troy, Michigan.
Em Outubro de 1998 Zhenduo fundou a Associação Internacional de Tai Chi Chuan estilo Yang, a qual serviu como Presidente do Conselho. Sob sua liderança, em apenas um ano esta associação internacional conseguiu integrar dezoito centros em nove países, contando então com mais de 350 membros.
A partir de 1985, realizou seminários na Europa, Estados Unidos, Canadá e Brasil, criando vários centros de difusão da prática.
Morreu em 7 de novembro de 2020.

## A divulgação de seus ensinamentos no Brasil
Yang Zhenduo e Yang Jun estiveram pela primeira vez no Brasil em 1999, realizando seu primeiro Seminário de Tai Chi Chuan na América Latina.
Desde 2001 são realizados exames anuais de qualificação de instrutores na Sociedade Brasileira de Tai Chi Chuan e Cultura Oriental – "Yang Chengfu Tai Chi Chuan Center - Brasil".

## Obras de Yang Zhenduo
Zhenduo publicou na China o livro 太极拳,剑,刀 (Tai Chi Chuan estilo Yang, espada e sabre), editado também em inglês com o título Taijiquan stile Yang.
Em 1990, produziu uma série de vídeos didáticos sobre Tai Chi Chuan estilo Yang.
Em 1996, realizou com a "China Sports Publishers" o vídeo "Tai Chi Chuan, espada e sabre" .